# Adolf van Oven
Adolf (Dolf) van Oven (Amsterdam, 18 februari 1911 - 's-Hertogenbosch, 21 maart 1983) was een Nederlands jurist. Van Oven was hoogleraar handelsrecht aan de Universiteit Leiden.

## Levensloop
Van Oven groeide op in Amsterdam, waar zijn vader Julius Christiaan van Oven journalist was bij de krant Nieuws van den Dag. Het gezin verhuisde later naar Groningen en Leiden vanwege Van Oven seniors benoeming tot hoogleraar Romeins recht aan de universiteiten daar. Adolf van Oven volgde het gymnasium te Groningen en Leiden en studeerde rechten aan de Universiteit Leiden, waar hij aansluitend in 1939 cum laude promoveerde op het proefschrift De uniformeerende werking van het Brusselsche Aanvaringstractaat; promotor was zijn vaders collega R.P. Cleveringa.
Na zijn promotie werd Van Oven advocaat, eerst bij Rassers in Breda en daarna bij Van Praag & Tels in Den Haag. In 1941 verliet hij de advocatuur en werd jurist bij de Amsterdamsche Bank en vervolgens bij de hoofdgroep banken van de Organisatiecommissie voor het Bedrijfsleven ("organisatie-Woltersom"). Na de oorlog werd hij secretaris van de afdeling effectenregistratie van de Raad voor het Rechtsherstel en vervolgens chef van de juridische afdeling van Unilever. In 1950 werd Van Oven benoemd tot gewoon hoogleraar in het burgerlijk recht en handelsrecht aan de Rijksuniversiteit Groningen.
Op 11 december 1954 werd Van Oven benoemd tot hoogleraar burgerlijk recht aan zijn alma mater, de Universiteit Leiden, nadat Geert de Grooth zijn benoeming had laten wijzigen naar buitengewoon hoogleraar Angelsaksisch privaatrecht. Hij aanvaardde de benoeming pas in november van het jaar daarop en hield zijn oratie, getiteld Aere Perennius. Over de onvergankelijkheid van het privaatrecht, op 20 januari 1956. 
In 1958 werd zijn leeropdracht gewijzigd in het handelsrecht en burgerlijk procesrecht nadat zijn promotor Cleveringa was benoemd tot lid van de Raad van State; de vrijgekomen leerstoel burgerlijk recht werd overgenomen door Huib Drion. Van Oven was onder andere decaan van de rechtenfaculteit en organisator voor een post-academische cursus Europees kartelrecht. Hij was ook verantwoordelijk voor een splitsing van de algemene privaatrechtelijke afstudeerrichting in een gericht op het civiele recht en een gericht op het bedrijfsrecht. 
In 1981 ging hij met emeritaat als hoogleraar. Bij zijn emeritaat werd hem een liber amicorum aangeboden getiteld Gratia Commercii.
Van Oven trouwde 7 augustus 1942 met Elly Kröner (1914-1993); zij kregen drie kinderen. Hij overleed in 1983 op 72-jarige leeftijd.